# 프리울리어 위키백과

프리울리어 위키백과는 프리울리어로 운영되는 위키백과이다. 기호는 fur이다.